# 언노운 에이전트 더 미션
《언노운 에이전트 더 미션》(영어: Expo)은 2019년 개봉한 미국의 영화이다.

## 출연

### 주연
- 데릭 데븐포트 : 리처드 에반스 역

### 조연
- 리처드 리퍼트 : 크리스 역
- 아멜리아 하버맨 : 새라 에반스 역
- 솁수트 윌슨 : 케이든 역
- 티투스 코빙턴 : 마지드 역